# 何應欽
何應欽（1890年4月2日—1987年10月21日），字敬之，貴州興義人:600，祖籍江西金谿。中華民國陸軍一級上將。日本陸軍士官學校畢業:600-601，中國國民黨軍政界首要人物；在黃埔系當中，有蔣何並稱的地位:282。南京國民政府成立後，歷任軍政部長、國民政府軍事委員會北平軍分會委員長、大本營參謀總長、陸軍總司令、聯合國軍事參謀團中國代表團團長、國防部部長及行政院院長:601。於1949年前往臺灣擔任中華民國總統府戰略顧問委員會主任委員、中國國民黨中央評議委員會和國民大會主席團主席:601。並任臺灣觀光協會首任榮譽會長。為中華民國統帥旗、黃埔軍校校旗及中華民國國徽設計者（因青天白日圓形體第一次出現在黃埔軍校校旗中）。在高層決策謀劃中有「干才」之譽:282。日本稱其為日本通巨頭:175。曾獲美國總統羅斯福、英王喬治六世、法國政府與墨西哥政府等授予各式勛章:282。著有《八年抗戰》、《中國與世界前途》:601，曾任上海大夏大学董事長。

## 生平
1890年4月2日，何出生于贵州省興義府兴义县泥荡村:282的一个地主家庭:27。何祖籍江西撫州金谿；在五名兄弟中排行第三:282。

### 求學從軍
何七歲入讀鄉塾，十歲就讀於本鄉初等小學，十三歲入縣立高等小學；1901年，何以考選第一名，保送入省會貴陽的貴州陸軍小學堂:282。1909年春，獲保送入武昌陸軍中學堂#陸軍第三中學堂，同期有谷正倫等人；是年秋，陸軍部尚書鐵良考選留日學生20人:282。何與谷正倫一同被錄取，東渡日本，進东京振武學校第十一期，並加入同盟會:282。1911年，武昌軍興，何與振武學校同學返國參加辛亥革命，任滬軍都督府（都督陳英士）訓練科一等科員，旋奉派任江蘇陸軍第七師第一旅第三團連長，後升營長:282-283。1912年，何返日本繼續學業；先入振武學校，繼到日本陸軍在宇都宮的步兵第59聯隊實習:283。1913年秋，何進入日本陸軍士官學校第二十八期步科:282。1916年畢業:205。學成回國後，經上海返貴州:283。1916年，何到沪军都督府都督陈英士那里做了一名军务处的科员:27。是時，貴州陸軍总司令王文华成立黔军第一師，廣覓軍事人才；何一到贵州，便被王文華任為黔軍第一師步兵第四團團長兼講武學校學生營營長，並負責籌辦貴陽貴州講武學校和組織新軍訓練:283。是年7月，何任贵州讲武学校校长:27兼黔軍援川支隊參謀長:283。

### 回到貴州
1916年11月，王文華率黔軍入四川討伐劉存厚，何任黔軍第五團團長，率部出貴州討伐長江上游總司令兼四川查辦使吳光新；12月，大敗吳軍於黃角椏，迫使吳光新退出重慶:283。討伐劉存厚戰役後，王文華擴編黔軍為五個混成旅:283。何旋即擔任了黔军第五混成旅旅长:601，率部駐防湖南、貴州邊境:283。何又担任贵州警务处处长:28。
1919年，何仿照意大利王國建國英雄馬志尼「少年意大利」之組織，创設「少年贵州会」，自任會長，成為国民党在贵州之外圍组织，並很快在全省八十一縣成立分支会，創辦機關刊物《少年贵州日报》；何為王文華團結省內外進步分子建立新黨，與刘显世領導之旧派——進步系對立，奪取貴州政權，奠定良好基礎，故深得王文華信賴:283。
何为了使新派力量成为贵州政治上的重心，便联合贵州省立法政学校校长彭克荷等人，主张建设民主新贵州。与此同时，何还担任了贵州省立法政学校的军事体育教师。1920年，王文华為避免指揮部下推翻自己母舅劉顯世嫌疑，在上海暫住，期間被刺客所殺:283。卢焘代理黔军总司令，何兼代参谋长:28-29。
王文華死後，貴州局面陷於群龍無首狀態；何企圖與妻兄王伯群重建貴州政權，但此時谷正倫乘機謀奪省政，兵發貴陽，限令何即日離開貴州:283。何被迫交出兵權，自率一連前往昆明，投奔雲南督軍顧品珍:283。1921年冬，贵州省政局完全陷入混乱，何认为在此地不会有作为，便同其参谋郑仲坚、军需李绍阳离开贵州，出走昆明:29-30。

### 任教黃埔

孫中山在黃埔軍校開學典禮結束後，與校長蔣中正（中）、教導第一團團長何（左）、第二團團長王柏齡（右）合影，1924年6月

何到達昆明後，下榻省府招待所于園:284。1922年，何为貴州守舊派劉敦吾買凶手殺傷，他身中兩槍，傷肺部，险些丧命:29-30在昆明醫院急救得到一位法國醫生治療:284。身体康复后，滇黔联军总司令唐继尧又怂恿他回贵州，他没有同意。何應欽顾虑到久留昆明会遭人猜忌，便自滇越铁路经海防轉赴上海:29-30。暫時離開雲南與貴州的權力衝突。
1924年，孫中山建立黃埔軍官學校，蔣介石任校長；何托日本士官學校同學王柏龄介绍至廣州謁見蔣:284。同月，孫中山任命何應欽為大本營參謀處軍事參議，協助籌建軍校:284。陸軍軍官學校行政分為政治部、教練部、教授部等:217。教授部主任王柏齡、副主任葉劍英，教官何應欽、錢大鈞、劉峙、顧祝同等:217。孫中山同時任命何應欽兼任黃埔軍校總軍事教官、教育長:601，战术长官，后改任總教官:30。黃埔軍校開辦後，初期由軍校第二、三期學生2000餘人和以軍校第一期畢業生為骨幹編成黃埔校軍教導團，共有兩團，第一教導團團長何、第二教導團團長王柏齡，兩團共有官兵3000餘人:217。

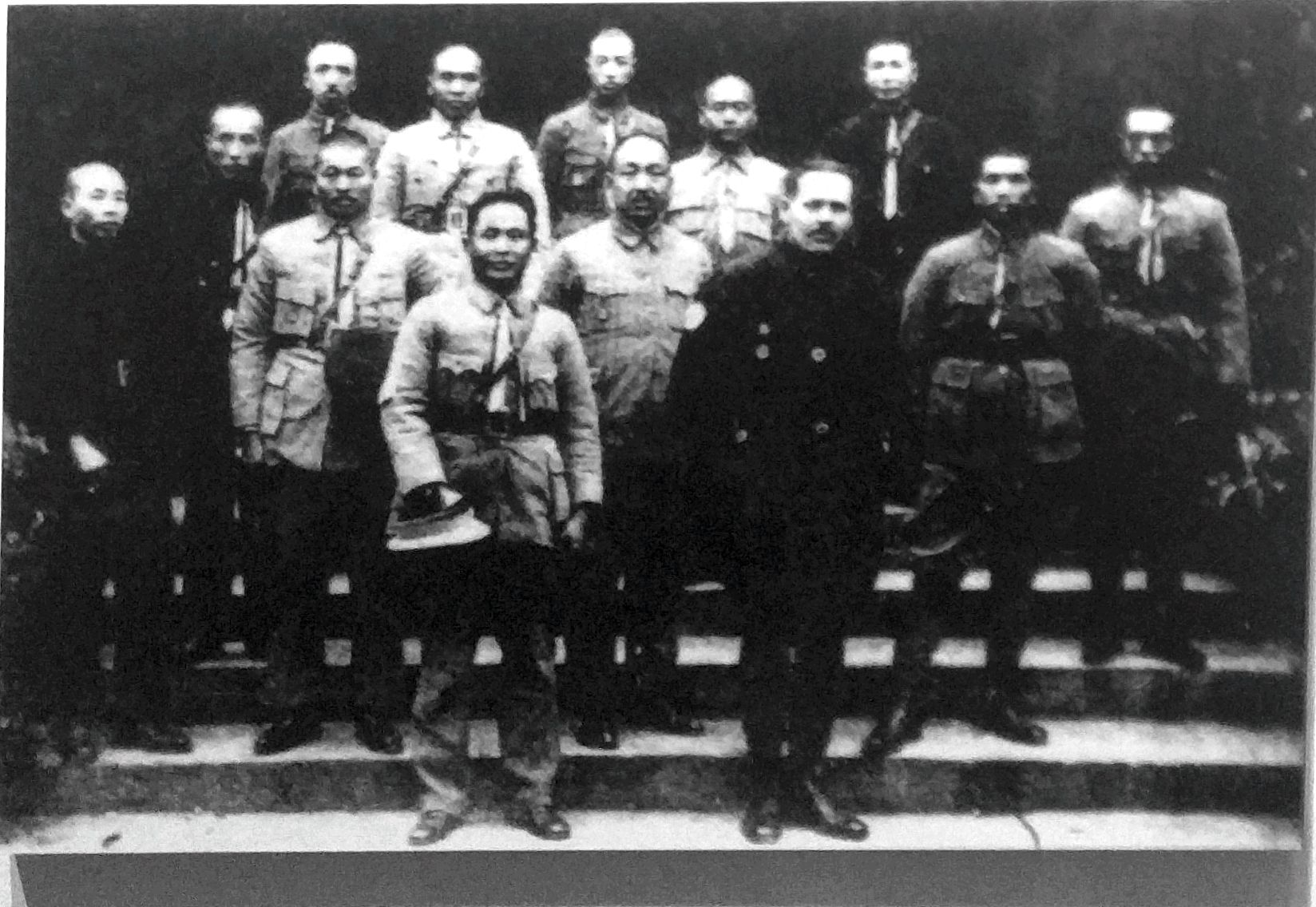
何應欽和蘇聯軍事顧問團團長加倫將軍於國民革命軍東征途中合影

1925年2月，大元帥府發動国民革命军东征，蔣任司令兼任兩團總教官；何應欽指揮教導第一團，並在第一次東征的主要戰役（攻擊淡水城主力軍:285、棉湖戰鬥:32）击败陈炯明，占领潮州、汕头:30。4月，教導團擴編為黨軍第一旅，何應欽任旅長。6月，駐粵滇軍楊希閔、桂軍刘震寰發動叛變，何應欽指揮黨軍第一旅轉移部隊脫離東江一帶戰線，部隊回師廣州，並配合建國粵軍與守城的國民政府警備軍肅清建國滇軍與建國桂軍的叛變。使革命政權轉危為安:288。
平定劉、楊叛亂后，國民政府改組旗下的建國軍與黃埔校軍部隊，統一稱為「國民革命軍」。黃埔校軍改名為國民革命軍第一軍（北伐開始前，黃埔軍校學生畢業三期，共3300餘人，以此為骨幹，擴編成軍，初有兩教導團，第一次東征結束後擴編為3個團，敉平楊、劉後，納編建國粵軍第4師，改組為3個師，第一師師長何應欽，第二師師長王懋功，教導師師長錢大鈞:8:72），第一軍軍長由蔣中正出任，第一軍在當時總兵力約10,600:219-220。
1925年9月啟動的第二次東征戰役中，何應欽擔任東征軍第一縱隊指揮官，指揮一部分第一軍部隊在惠州戰役付出沉重損失後佔領該城。东征结束后，何任潮汕善後督辦，兼黃埔陸軍軍官學校潮州分校校長、惠潮梅綏靖委員，代表蔣掌握軍、政大權:288。何整训部队，准备北伐:31。

### 東路北伐
1926年1月，蔣中正將國民革命軍第一軍軍長一職委由何應欽接任，何應欽的第1師師長職由錢大鈞接任。接任軍長後，在當時的國民革命軍中，何應欽已可視為在蔣中正以下廣州政府的第二號軍事人物。
1926年7月，國民政府誓師北伐時，何任潮梅警備司令:289，任國民革命軍第一軍軍長:601。國民革命軍分兵三路北伐，東路攻福建、浙江，由何應欽指揮，主要攻擊孫傳芳:223。在何指揮下，第一軍一部以攻代守，於10月9日奇襲松口:137。何由廣東潮州、梅州攻福建，繞至永定，主將周荫人越城而逃，僅以身免:289。何一戰克永定，11月8日克漳州，11月23日克泉州:137，12月克福州:223。
因何應欽在東線的突破順利，並且得到多支福建地方軍閥投靠改編，國民政府將東路部隊改名為東路軍，總指揮何應欽，指揮國民革命軍第十七軍。12月，何任東路軍總指揮，轄六個縱隊，以白崇禧為前敵總指揮，負責由福建而浙江，攻取上海:290。1927年2月19日，東路軍入杭州，並沿滬杭鐵路繼續進擊，浙江全省底定:138。3月14日，北洋政府長江海軍總司令楊樹莊來歸國民革命軍，受任為國民革命軍海軍總司令，率領艦隊協助東路軍收復上海；並派艦3艘溯長江西上，協助攻取南京:138。3月19日，東路軍擊破張宗昌部克復上海:138。3月23日，東路軍攻抵鎮江，與中路軍兩面夾擊南京，直魯軍北走渡過長江，南京於3月24日克復:138。
1927年4月，寧漢分裂:290。4月2日，蔣為消滅中國共產黨，在東路軍指揮部召開反共會議，何在會上極力支持主張消滅中國共產黨。7月17日，南京國民政府任何為軍事委員會委員:435。8月13日，蔣宣布下野，寧漢復合:225。何与李宗仁、白崇禧三人把持軍、政大權:290-291，以国民政府军事委员会:31名義通令各軍:291。8月，何、白崇禧指揮部隊在龍潭與孫傳芳部血戰，全殲孫傳芳部五萬餘人，繳械四萬餘支:291，終於挽回危局:226。沪宁铁路上的战斗结束后，10月，共同策定：何部與白崇禧第二路軍負責渡江北上，追擊孫傳芳敗逃之敵:292，于12月底夺回徐州。何将所部原东路军改编为第一路军，自己專任第一路軍總指揮:292，继续渡江北伐:32。1928年1月，蒋復職總司令，将何第一路改編為第一集團軍，自兼總司令，何改任北伐軍總司令部總參謀長，留守南京:292。2月7日，蔣任軍事委員會主席，由何代理:436。何並任为浙江省政府主席，浙江省政实由蒋伯诚代理:32。

### 中原大戰
1929年3月，蔣桂戰爭爆發，何任討逆軍總参謀長、中國國民黨第三屆中央執行委員，兼署中國國民革命軍總參謀長，幫助蔣運籌方略，一舉打敗桂系:293。
1930年3月，何就任國民政府軍政部長兼署武漢行營主任，嚴防閻錫山、馮玉祥異動:293。10月，中原大戰已近尾聲，何被調任鄭州行營主任，主持前方軍事和西北善後事宜:294。

### 坐鎮南昌
1931年2月，何以國民政府軍政部長身份，組織南昌行營，任陸海空總司令南昌行營主任兼圍剿軍總司令，調兵遣將:294-295。6月21日，蔣親至南昌，主持第三次圍剿事宜，以何為剿匪前敵總司令，兼左翼集團軍總司令，統朱紹良、蔣鼎文、陳誠等部:425。7月，何任前敵總指揮:295。1932年2月，國民政府任命何為贛粵閩邊區剿匪總司令，部署第四次圍剿事宜:425。

### 對日交涉
九一八事變後，何與日本交涉華北問題。
1933年3月，張學良因熱河失守，引咎辭職:298。3月12日，國民政府發表明令，以何代行軍事委員會北平分會委員長職權。
1931年10月，王若飛在包頭被捕，後來何兩次致電傅作義，命其押送「王敬齋」（即王若飛）到國民政府軍事委員會委員長北平行營，傅作義托辭拒絕:510。
何秉承南京政府一面抵抗、一面交涉之既定國策，倚靠萬里長城作為防禦唯一工事，企圖以部隊守住長城線，阻止日軍進入關內:298。1933年5月23日，軍事委員會北平分會委員長何電話通知傅作義到北平商談要事，傳作義答：「正在激戰中，不能離開。」傅作義遂派參謀長苗玉田到北平:511。何見到苗玉田後，即說：我們與日軍停戰，已於昨晚達成協議，你們可馬上撤至既設陣地；並要苗玉田給傅作義傳令:511。5月31日，何之代表軍事委員會北平軍分會總參議熊斌，與日軍代表關東軍（司令官武藤信義）副參謀長岡村寧次在塘沽正式會談；熊斌在日方事先擬定條款上一字不改簽署《塘沽停戰協定》:301。6月，何電行政院，自請處分:301。
1935年6月9日，梅津美治郎正式向何出備忘錄，限3日內答覆:303。6月10日，日本北平駐屯軍司令官梅津美治郎，向何提出多項無理要求：一、撤換河北省政府主席學忠；二、取消河北省內中國國民黨黨部；三、撤退駐防河北境內之中央軍:227。何拒絕簽字:227。7月6日，何將高橋7月1日代擬文稿請示行政院同意後，是日電鮑文樾送交日華北駐屯軍司令梅津，關於河北事件之書面公函，世稱《何梅協定》：「徑啟者：六月九日酒井參謀長所提各事項，均承諾之，並自主期其遂行。特此通知。此致梅津司令官閣下。何應欽。民國二十四年七月六日」:4923。此兩協定普遍被認為是「賣國」的協定，遭到民眾和輿論強烈反對:301。
1935年4月，國民政府主席林森任命何為陸軍一級上將:302。11月26日，國民政府為應付華北特殊情勢，裁撤北平軍事委員會分會，特任宋哲元為冀察綏靖公署主任，何為行政院駐北平辦事長官:227。12月2日，何、熊式輝在保定，與商震、萬福麟、門致中、鮑文樾等協商華北問題，何對日本記者發表聲明，希望中日「和平親善，共存共榮」，夜何與北平土肥原互通電話多次:5017。12月4日，日本不歡迎何留北平，日本使館武官高橋托人轉告何說：在私交方面，他對何氏表示歡迎，在公事方面如果何留駐北平，北方將會嚴重的困擾，是夜日軍方代表與宋哲元接觸施加壓力:5019。12月7日，何將成立「冀察政務委員會」方案電請南京批示，中國國民黨中央覆電照准:5022。12月12日，何以冀察政務委員會業經組成，在北平任務已畢，是日離開北平南下回南京覆命:5026。12月14日，何抵達南京，向蔣報告處華北時局經過，何語記者稱：宋哲元等對中央始終忠誠擁護，中央為綜理冀察政務便利起見，已明令設立冀察政務委員會，以宋為委員長，何否認12月9日北平學生與軍警衝突死學生事:5028。

### 西安事變
1936年12月，張學良、楊虎城以「兵諫」逼蔣抗日:304。12月12日下午3時50分，西安事變消息傳至南京，當夜中國國國民黨中央常務委員會及中央政治委員會舉行緊急會議:205。何在討論處置陝變辦法時，力主以武力討伐張、楊，解決「西安事變」:305。所以，兩會決議如下:205：一、由孔祥熙副院長代理行政院長；二、軍事委員會常務委員改五人為七人，並加推何應欽、程潛、李烈鈞、朱培德、唐生智、陳紹寬為常務委員；三、軍事委員會由馮副委員長及常務委員負責；四、關於指揮調動軍隊由軍事委員會常務委員兼軍政部長何應欽擔任；五、張學良褫奪本兼各職，交軍事委員會嚴辦，所部軍隊歸軍事委員會直接指揮。12月13日，何出席中央政治委員會會議，作當前軍事報告，指責張、楊行為叛逆，分析東北軍和西北軍軍事實力，以及中央軍討伐張楊之勝算；12月16日，何出席中央政治委員會第三十次會議，他被推為討逆軍總司令，由國民政府明令討伐張楊:306。12月17日，何通電就討逆軍總司令，以劉峙、顧祝同為討逆軍東、西兩路集團軍總司令，並擬派飛機轟炸西安:306。
12月25日，蔣被釋放，翌日回到南京:306。何到機場去迎接蔣，在歡迎會上為蔣宣讀答詞；向蔣訴說他仗大義、伸國法，不得已而主張討逆之苦衷:306。12月29日，蔣下令撤銷何之討逆軍總司令部，所有事宜交由軍政部辦理；何在處理西安事變和平解決善後時，仍然主張武力解決張、楊部隊:306。1937年5月，他派四弟何輯五與陳誠、劉峙、于學忠等整理東北軍；何和蔣改編東北軍和第十七路軍:307。

### 中國抗日戰爭
1937年7月3日，在蘆溝橋事件發生前夕，當時日本駐華大使館武官喜田多一，強硬向何要求，說如果中國不接受廣田三原則，則戰爭將不可避免:190。7月7日蘆溝橋事變，中國抗日戰爭爆發:307。8月12日蔣主持中國國民黨中常會議，軍政部長、國家總動員設計委員會主任委員何在會上發言說：「和平已經絕望，如果他稍有動作就要打他，否則等他兵力集中，更困難了。」8月15日，何任軍事委員會軍政部長兼第四戰區司令長官:309。12月6日，在漢口舉行第五十四次國防最高委員會常務委員會議，國民政府委員如唐生智、白崇禧、徐永昌、顧祝同等認為可以答應條件，于右任、居正、孔祥熙、何、陳布雷、徐堪、徐謨、翁文灝、邵力子、陳立夫、董顯光、張群等均未表示異議:10-13，惟蔣則始終持保留態度:602。1938年1月，何為國民政府軍事委員會委員和參謀總長:309。
1942年3月，周恩來与何会面，要求將國民革命軍第十八集團軍擴編為4個軍、12個師（其軍隊早超過此數，要求擴編之目的是爭取更多軍餉和軍事補給，當時國民政府只給其45,000人之軍需），被拒:621。1944年11月，陈诚取代何为军政部部长。12月，何任同盟國中國戰區陸軍總司令。12月8日，在參謀總長何指揮下，收復獨山，貴州局勢趨於穩定:615。
1945年2月9日，中國戰區中國陸軍總司令部在昆明成立，何任總司令:7658。4月，何亲自指挥湘西会战、桂柳反攻戰，制定反攻廣東作戰計劃:311。何指揮各方面軍，將分路進擊之日军各個殲滅:312。8月5日，中國陸軍總司令何自昆明飛抵南寧檢閱各部隊:7775。8月16日，何馬上回到重慶，蔣剛好住在公館，指派何为中国战区受降最高指挥官:166。中國戰區之日軍投降事宜，由蔣派陸軍總司令何處理:657。8月20日，中國陸軍總司令何由重慶赴芷江，即在芷江成立前方司令部，接受日軍投降:7793。8月21日，日軍今井武夫一行八人飛抵芷江，即由中國陸軍總部參謀長蕭毅肅召晤，並代表中國陸軍總司令何上將面交中國陸軍總司令部《中字第一號備忘錄》，指示日軍投降應行準備之事項:7794。

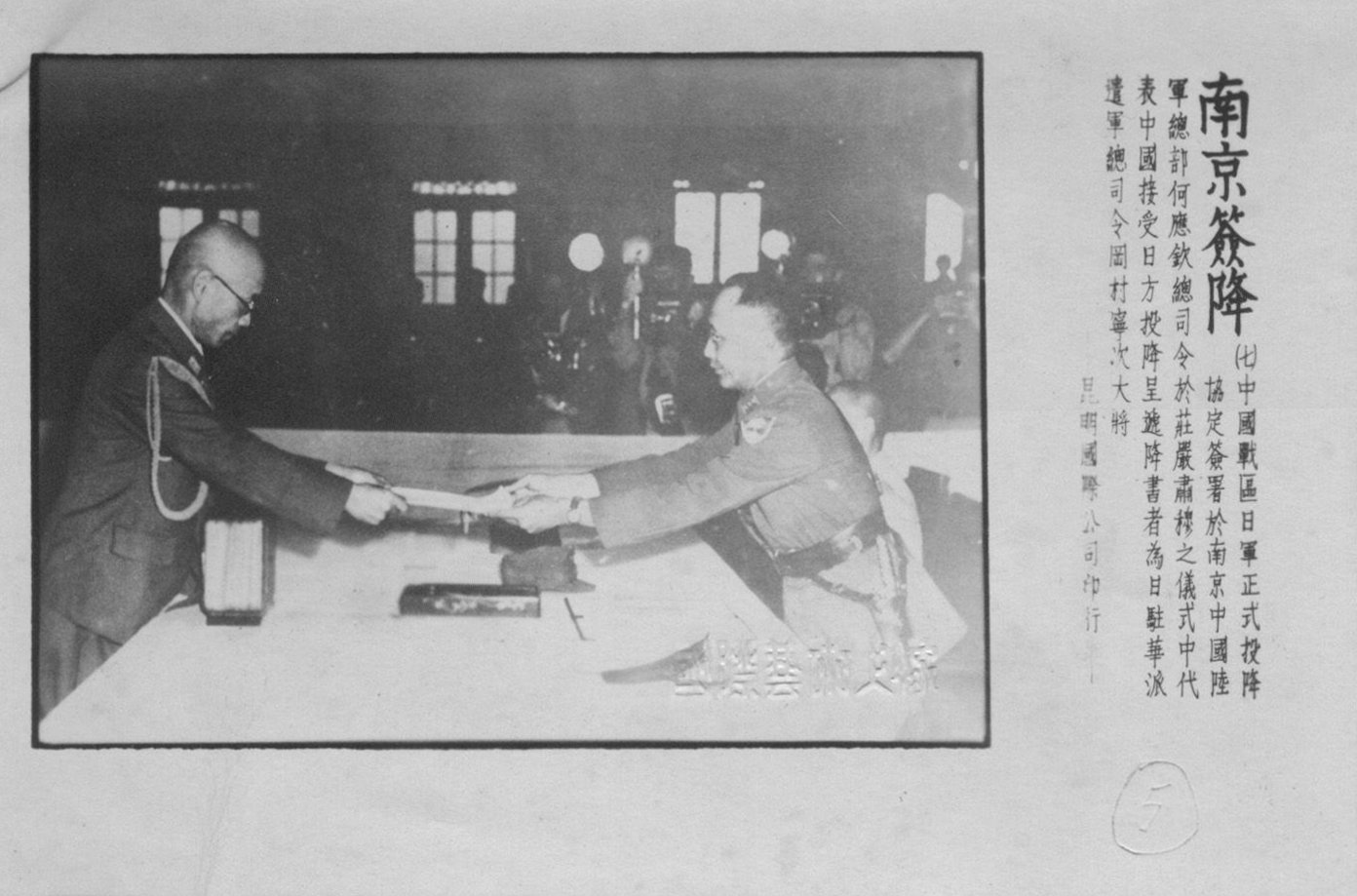
1945年9月9日，何（右）代表中方接受日方代表小林浅三郎中将递交的降书（注：照片旁的圖說有误，照片中递交降书者为日本中国派遣军参谋长小林浅三郎中将，而不是司令官冈村宁次大将）。

1945年9月8日，何由芷江飛往南京受降:299。9月9日上午9時，中國戰區日軍投降簽字儀式在南京中央陸軍軍官學校大禮堂舉行，中外代表千餘人出席，何主持:7821。何代表中國戰區最高統帥特級上將蔣，接受日本「支那派遣軍」總司令岡村寧次無條件投降:313。何主持中國戰區日本投降簽字典禮:659。岡村寧次簽署降書，由日本「支那派遣军」参谋长小林浅三郎中将递交。9月10日，何召見岡村寧次，指示處理日軍投降事宜，岡村寧次表示：自簽訂降後，「就脫離日本政府之節制，完全聽從何總司令之命令」:7823。9月12日，何令岡村寧次取消中國派遣軍總司令之名義，改稱中國戰區日本官兵善後總聯絡部長官:7825-7826。10月10日，《雙十協定》簽字；國民政令授予蔣及何、吳敬恒、戴季陶、張伯苓、胡適等7,278人勝利勛章，方先覺、端木杰、劉膺古等1,822人忠勤勳章，肖勃、宋鍔、王可襄等12人雲麾勳章:7851-7854。10月14日，何赴徐州、鄭州視察，次日在鄭州召集軍政長官會議後，乘機經開封返回南京:7858-7859。12月20日，美國總統特使馬歇爾到上海飛抵南京，蔣派何赴上海迎接:7931-7932。

### 第二次國共內戰

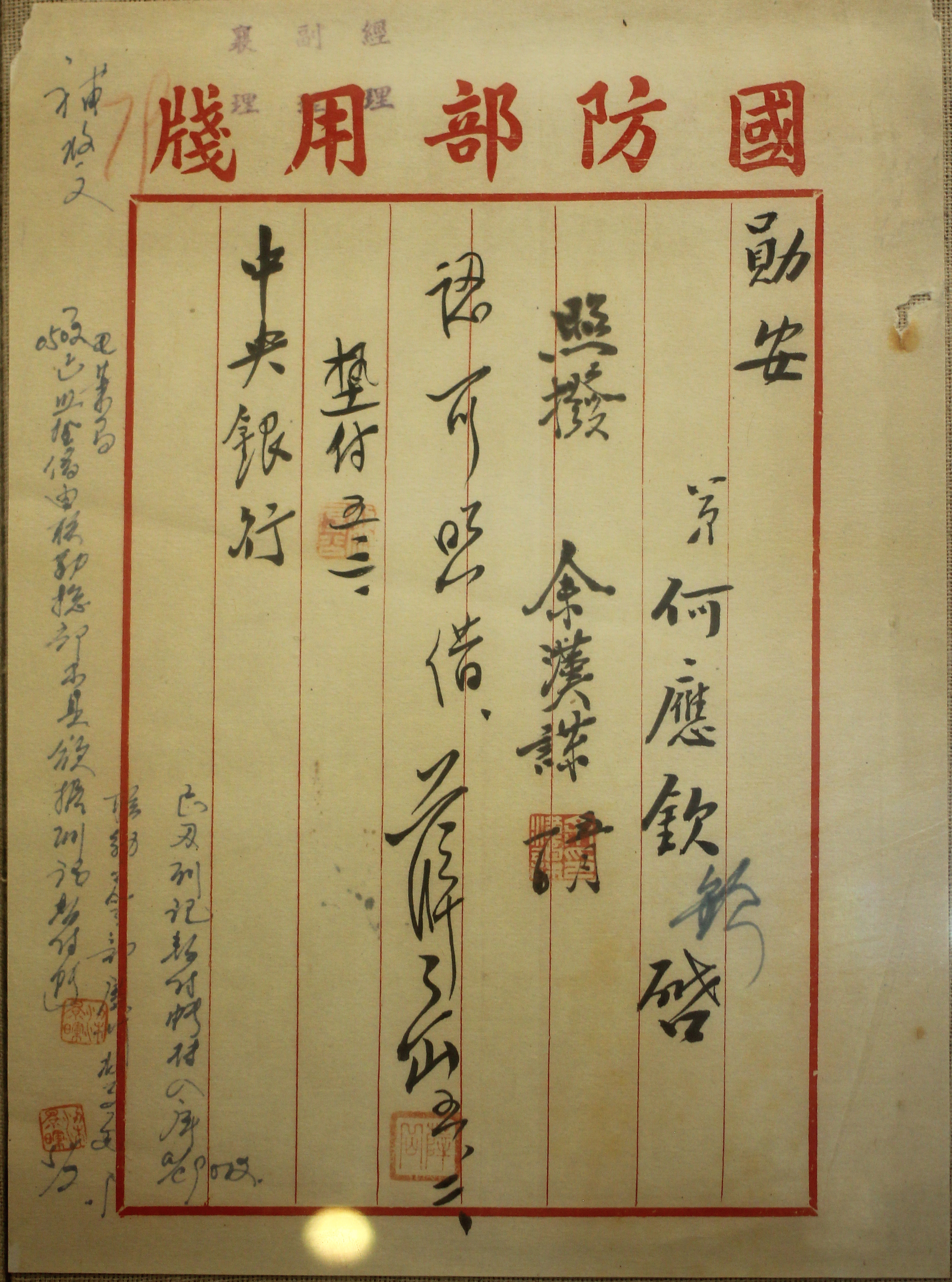
何應欽有關軍事撥款的親筆信

1946年4月，何任重慶行轅主任:314。4月23日，國民政府令：軍事委員會委員長重慶行營予以恢復設置，原設成都行轅撤銷，所有業務歸併重慶行營辦理，特派何應欽為行營主任，未到任前由張群兼任:8039。5月9日，何在南京陸軍總司令部答記者稱，軍事委員所屬軍令部、軍政部、軍訓後勤部、政治部及參謀本部於5月15日結束，陸軍總司令部月末結束，成立國防部，直隸行政院，最高統帥權屬於國家元首:8049-8050。5月31日，陸軍總司令部舉行結束典禮，何通電，自6月1日起，解除其本人參謀總長及陸軍總司令職務:8064。6月1日，國民政府撤銷軍事委員會，成立國防部，何被解除參謀總長及陸軍總司令職務，奉派為聯合國安全理事會軍事參謀團中國代表團團長；6月29日，他到達美國華盛頓，謁見美國總統杜魯門:314。
1947年2月3日，駐美大使顧維鈞及駐聯合國參謀委員會代表何，拜會美國國務卿馬歇爾；何告訴記者，美國撤退軍調部人員之後，中國內戰不致因此趨於激烈，並估計目前政府軍約有150個師:8279。4月1日，軍事參議院撤銷，成立戰略顧問委員會，何任主任委員，龍雲、于學忠、鹿鍾麟、楊、陳濟棠、黃紹竑、劉峙、衛立煌、蔣鼎文等為委員:8324。5月10日，國民政府特任何為戰略顧問委員會主任委員，龍雲、學忠、鹿鍾麟、楊杰、陳濟棠、陳紹寬、黃紹竑、劉峙、衛立煌、蔣鼎文、賀耀祖為顧問委員會委員:8351。5月27日，國民政府令免國民政府主席重慶行轅主任何、兼代主任張群職；特派朱紹良為國民政府主席重慶行轅主任，蕭毅肅為副主任:8362。
1948年5月，何接白崇禧任翁文灝內閣國防部部長:314。5月，蔣召見何，就行憲後新行政院之有關問題進行商談:8604。6月1日，蔣特任顧孟餘為行政院副院長，張厲生為內政部長，王世為外交部長，何為國防部長，朱家驊為教育部長，王雲五為行政院政務委員兼工商部長，俞大維為行政院政務委員兼交通部長，谷正綱為行政院政務委員兼社會部長:8613。6月24日，立法院開會檢討中原戰局，新任國防部長何出席報告:8625。6月25日，國防部長何在立法院秘密會議上報告軍事稱：「吾人必須堅定信心，同時接納一切善言，方能提前消滅共匪。」:8625。7月7日，民國政府定是日為陸軍節，國防部長何對全體官兵致詞，勉勵發揚八年抗戰的光榮歷史，「保證建國必成」:8637。8月1日，徐州剿匪總司令部司令劉峙、副司令杜聿明抵達南京，出席重要軍事會議；劉、杜在晉見國防部長何、參謀總長顧祝同，並訪晤華中剿匪總司令部司令白崇禧:8652。
前線失敗，後方動蕩:317。翁文灝內閣下台，何也隨即辭職，淮海戰役徹底慘敗後，他曾到上海養病:317。

### 撤離中國大陸
1949年2月14日，何應欽自上海抵南京，自稱為養病到此；記者詣以對和平之意見，何應欽答稱：「和平不僅中國需要，且為世界所切望……豈不更佳。」:88162月21日，何在南京向司徒雷登大使探詢，美國政府能否邀請蔣到美國訪問；何認為如果能有3個月全權，他能使情勢改善到讓中共難以渡江:76。3月8日，孫科因與李宗仁意見不合辭職，3月12日李提名何組閣，並經立法院之同意:349。3月23日，何繼孫科為行政院長:717。3月24日，何於李行代總統時就任行政院長，「舉行首次政務會議，派定政府和談代表」:171。3月29日，國民代表上海聯誼會開會，致電李、何轉和談代表，提出：「和談為國家之大事，決非國共兩方可得而專。……政府為國民大會依據憲法所產生，試問諸公將憑借何種地位，有何種權力以與共黨談判？」:8855
4月7日，中國國民黨在廣州召開中央常務委員會議，由何「報告和談經過」:178。
4月21日，行政院長何電令各地方政府及治安機關，「加緊維持社會秩序與治安」，並要求各地重新公布戒嚴法，嚴厲執行:8883。國共和談破裂後，4月22日，蔣以中國國民黨總裁身份約李宗仁赴杭州會商國是，參與者另有行政院長何、華中軍政長官公署軍政長官白崇禧、西南軍政長官公署軍政長官張群等:717。還有顧祝同、湯恩伯等在筧橋航校會商對付時局辦法:8885。李令：國防部部長徐永昌著專任陸軍大學校長，特任何應欽兼國防部部長，指揮全國陸、海、空軍；國防部參謀總長改為國防部長之幕僚長:8887。

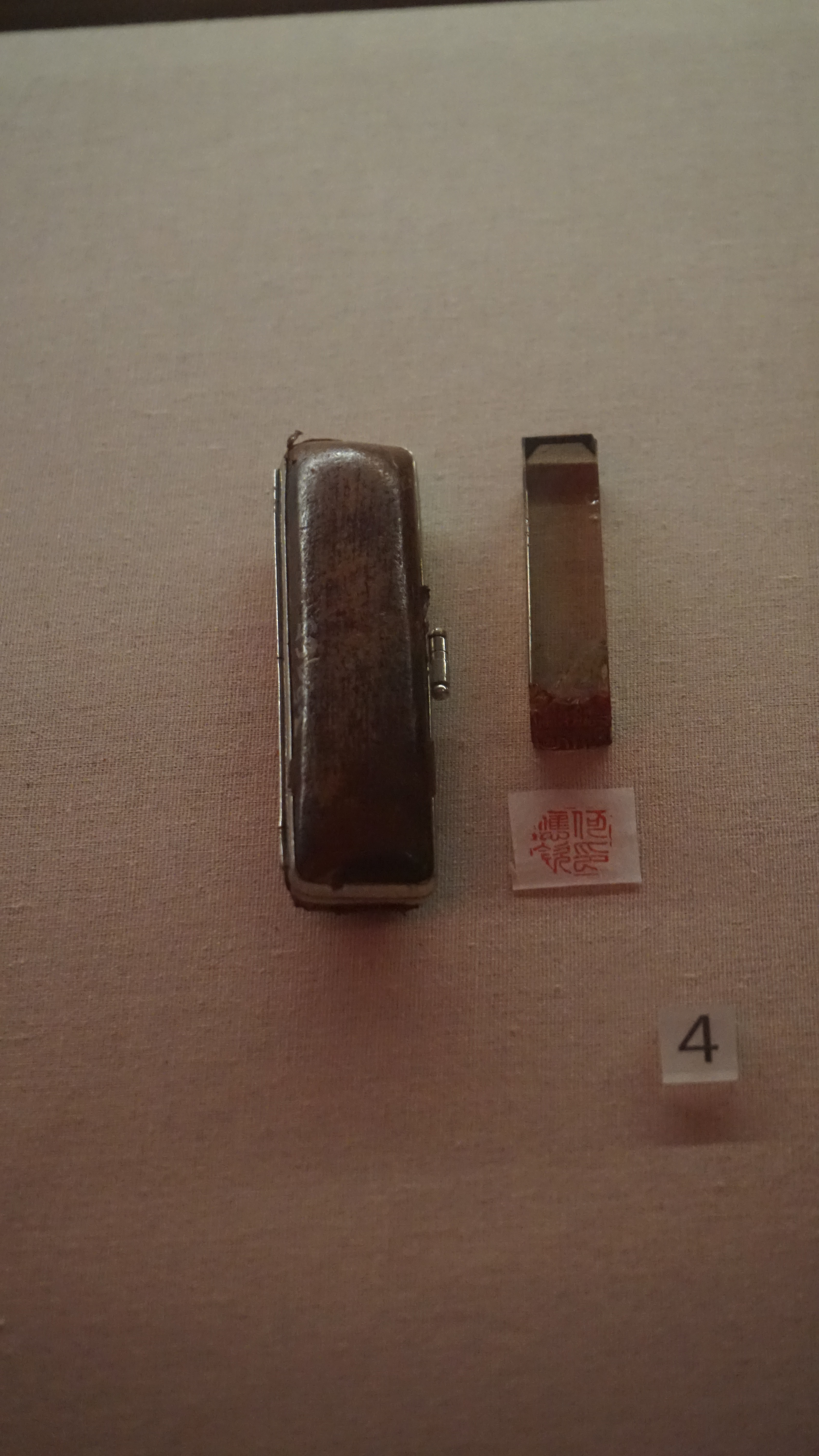
解放军攻占南京时缴获的何印章。现藏军事博物馆。

4月23日，國府遷往廣州，當時行政院長是何，國防部長是徐永昌:722。解放軍第八兵團第三十五軍經浦口渡江，南京易手:8888。4月24日，行政院長何與副院長賈景德、秘書長黃少谷、內政部長李漢魂、交通部長端木傑已抵達廣州:127。
4月25日，中國國民黨中常會在廣州舉行第一八六次會議，出席者有何、王竉惠等數十人，孫科主席；經會議決定：一、和談指導委員會任務終了，應即撤銷；二、推派李文範、吳鐵城兩委員赴桂林促請代總統李宗仁早日來廣州:8892。
5月10日，何出席立法院第三會期第十八次秘密會議，報告和談破裂經過及當前施政方針；並表示：「本應退避賢路，惟念當前局勢，嚴重已極，國家民族之命運，已在存亡絶續之交，政局不可動蕩，軍事應有重心。應欽以身許國，勢逼處此，不得不犧牲一己，繼續勉任艱巨。」；各立法委員提議動用國庫金銀外幣，穩定經濟，加強軍事戰鬥力；征用富豪金銀充作戰費，以及追究「叛變」責任，整肅投降分子；另由梁寒操等30人提出由立法院組織非常時期施政綱領起草委員會:8909。
5月11日，何於廣州召開高級軍事將領會議，白崇禧奉召到穗出席；會議決定以最大力量保衛華南和西南地區，並決定廣東、湖南、湖北、廣西、江西、福建、貴州、雲南、四川等省聯防計劃:8910。
5月14日，兼國防部長何電令，以解放軍渡江後，國軍「於轉進途中，既未採用機動方法，窺破好機，予深入之匪以反擊，復未站穩腳跟阻止匪軍之冒險窮追，似此消極性之轉移如不嚴加糾正，則影響今後作戰至巨」；要求部隊「振作士氣」，「凡有不遵命令專以避戰為能事者，決按軍法及連坐法從嚴懲處」:8912。
5月18日，行政院第六十次政務會議決議：一、西北軍政長官公署代長官郭寄嶠無庸代理，派馬步芳副長官升代；二、特派盧漢為雲南綏靖公署副主任，谷正倫為貴州綏靖公署主任；三、派黃旭初兼桂林綏靖公署副主任，莫樹杰為貴州綏靖公署中將副主任，甘麗初為增設副主任:8918。
5月20日，「請辭本兼各職」:206。5月30日，何應欽內閣為惡劣情況所迫全體總辭:353，辭職獲准:207。7月16日，中國國民黨中央委員會在廣州組織非常委員會，委員7人，包括何應欽:718。何不久便去台灣:321。

### 寓居臺灣
此後，他歷任「中央非常委員會」、總統府戰略顧問委員會主任委員等職:321，直至去世。1951年春，何由台灣飛往日本訪問:212。1月，何代表蔣應麥克阿瑟之召赴東京，攜有已為蔣所核准之計劃，準備用20至25萬兵力攻佔廈門、汕頭，擬與麥克阿瑟具體研究此項計劃及預計效果:24。麥克阿瑟通知蔣可能在1月底宣布終止台灣出擊中國大陸之限制等情；蔣進攻廈門汕頭可能性很大，毛澤東希望迅速研究對策:24。何經常率領代表團出席「世界道德重整運動大會」:321。
1953年春夏之際，時任中華民國總統府戰略顧問委員會主任的一級上將何，乃與孫連仲將軍、臺北市市長吳三連共同發起組織「台北高爾夫俱樂部」，獲陳重光、黃啟瑞、陳長桐、徐宗涑、辜振甫、 林益三等諸人之贊助、支持；在何將軍與當時的參謀總長周至柔將軍大力鼎助下，取得位於臺北市市郊南機場之國軍農場（即今日青年公園）的土地使用權，做興建球場之用。
1962年8月12日，以特使身分訪問韓國，參加大韓民國獨立慶典。
1974年7月5日，何接見美國作家法倫斯華斯（Clyde A. Farnsworth）:217。
1979年3月11日，總統蔣經國特頒國光勛章予何應欽。

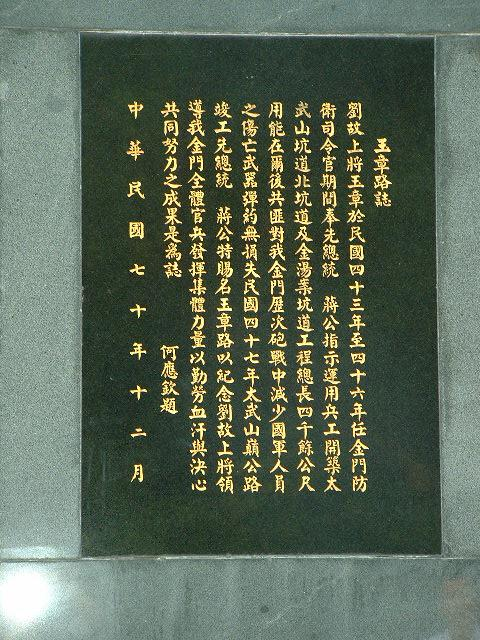
1981年12月，何應欽署名，在金門太武山為金門防衛司令部前司令官劉玉章上將題寫的碑牌

1981年，紐約僑胞呼籲要求成立「三民主義統一中國大同盟」:451。
1982年10月22日，三民主義統一中國大同盟在陽明山中山樓正式成立，由何任推行委員會主任委員:451。
1984年9月9日，發表〈告黃埔同學書〉，斥责中國大陸黃埔軍校同學會的“統戰陰謀”:798。

### 逝世
1986年4月，何突感不適，入院治療，斷為輕微中風:321。1987年10月21日上午，何因心肺衰竭在台北榮民總醫院去世，享年九十八歲:321-322。同日，蔣經國頒褒揚令：「總統府戰略顧問、陸軍一級上將何應欽，少慕戎軒，長嫻兵略。鼎革檄傳，及鋒小試；討袁護法，執殳前驅，遂以英特之材，上膺干城之選，自此股肱元首，羽翼中樞。出掌戎機，入參廟議。乃至長纓擊敵，奏凱受降，實極殊榮，都無遺算。……出任行政院長，瀟謨默運，靖獻尤多。」:322遺體葬於臺北縣汐止鎮（現新北市汐止區）之五指山國軍示範公墓特勛區。

## 轶事
1922年，何應欽在昆明正义路华丰茶楼被仇家暗算，被射中肺部。当时的云南警察厅厅长朱德，将他送到法国医院救治。最终弹头未能取出，医师说只能确保10年无事。但是之后的60年，何依然健在人间，只是走路时右肩有轻微倾斜的现象:29。
日本投降後，1946年1月21日，時任中國陸軍總司令何應欽上將奉令將汪精衛的墳炸毀。

## 評價
1948年8月，何應欽批評蔣中正干預軍官任命。蔣中正回應：「此人推過爭功之技術，機巧已極，而其宣傳方法完全學習共匪所為，可謂投機取巧盡其能事者矣，惜乎心勞日拙，毫無所得耳，培養二十餘年，仍不能成材自立，始終為人利用而毫不自覺，無骨氣，無人格，誠枉費我一生之心血。此亦為余平生最大失敗之一也。」
解放軍出版社之《民國高級將領列傳》稱：何應欽雖隱藏著篡位野心，但只想巧取而不敢豪奪，因此畢生事業總跳不出蔣所說「沒有蔣中正就沒有何應欽」；在中國抗日戰爭史中，何應欽被人視為親日派，但總是受蔣意志左右，對其抗日、妥日、反共之政策緊步後塵，積極賣力:307。
擔任宋美齡機要秘書張紫葛在回憶書提到，1939年8月7日德國戈寧密使來訪，此時中國與日本作戰吃緊，勸蔣投降日本。蔣氏夫妻拒絕並限24小時內出境。起先密使戈寧是透過韓香梅引薦，由於何應欽與韓香梅深交，使該次見面為親日派何應欽所指示而促成。日後張紫葛與諶志遠教授閒談時，諶志遠說何應欽曾在二戰結束之前的一次酒後向其流露，自稱在1939年德國密使拉攏「中日停戰講和」時，他極力輔弼蔣公一句「正義而伸張國魂之措置」。張紫葛問：“何應欽為人老謀深算，城府甚深，何以酒後不慎，洩漏重要機密呢？”諶志遠微笑：“偽醉耳！此時日本敗局已定，他又久負親日派之大名，正想搖身一變抗日英雄，幻想利用我這書呆子，為之樹碑立傳。卻不知適得其反。”

## 家族
何父親何其敏，職業商人；母親史氏；在兄弟五人中排行第三:282。1916年4月30日，與貴州督軍劉顯世外甥女，王伯群、王文華昆仲胞妹王文湘於貴州結婚；婚後生一女，名何麗珠:283。侄孙何祖光，香港富商；侄孙媳妇温碧霞，演员。

## 著作
- 《五年來之抗戰經過》，重慶：勝利出版社，1942年。
- 《今日之菲律賓》，臺北：革命實踐研究院，1954年。
- 《八年抗戰之經過》，臺北：國防部，1955年。
- 《日本訪問講演選集》，臺北：中日文化經濟協會，1959年。
- 《何應欽將軍道德論叢》，臺北：世界道德重整運動中華民國聯誼會，1959年。
- 《何應欽將軍講詞選輯》，臺北：何氏宗親會，1969年。
- 《世界道德重整運動和龍劇》，不詳：何氏宗親會，1969年。
- 《中國戰區中國陸軍總司令部受降報告書》，不詳：不詳，1969年。
- 《中國抗日戰爭究竟是誰打的？》，香港：阿爾泰出版社，1970年。
- 《八年抗戰與臺灣光復》，臺北：不詳，1970年。
- 《日匪關係與中共陰謀》，臺北：不詳，1972年。
- 《紀念七七抗戰：再駁中共匪幫虛偽宣傳》，臺北：中日文化經濟協會，1972年。
- 《中国与世界前途》，中日文化經濟協會編，臺北：正中书局，1974年10月。
- 《粉碎中共誣衊抗戰史實的陰謀》，臺北：國防部，1978年。
- 《整理簡筆字提案的回顧與前瞻》，臺北：國防部，1979年。
- 《歲寒松柏集》，臺北：中日文化經濟協會，1979年。
- 《對陸軍軍官學校講詞彙輯》，臺北：國防部史政編譯局，1981年。
- 《日軍侵華八年抗戰史》，臺北：黎明文化事業公司，1982年。
- 《歷年來對臺灣建設之建議彙輯》，臺北：國防部史政編譯局，1981年。
- 《為邦百年集》，臺北：黎明書店，1987年。
- 《何上將抗戰時期軍事報告》，上海：上海書店，1990年。

## 藝術形象
- 2009年，建國大業
- 1981年，西安事变
- 另：2001年，情深深雨濛濛，设定为男主角何书桓的父亲，未出场